# Zaha Hadid
Dame Zaha Hadid (în arabă زها حديد‎, transliterat: Zahā Ḥadīd; n. 31 octombrie 1950, Bagdad, Regatul Irakului⁠(d) – d. 31 martie 2016, Miami, Florida, SUA) a fost o arhitectă cu dublă cetățenie, irakiană și britanică. 

## Biografie
După ce a absolvit Universitatea Americană din Beirut, și-a început cariera în Londra. A fost prima femeie care a obținut Premiul Pritzker (2004) și care a primit medalia de aur decernată de Institutul Regal al Arhitecților Britanici (RIBA). A fost și laureată cu Premiul Sterling în 2005. A proiectat, printre altele, Centrul Acvatic din Londra, Opera din Guangzhou și Căpitănia portului Antwerpen. Pentru realizările sale i s-a acordat titlul de Doamnă-comandor al Ordinului Imperiului Britanic (DBE) în 2012.
A murit în urma unui atac cardiac pe 31 martie 2016.

## Galerie

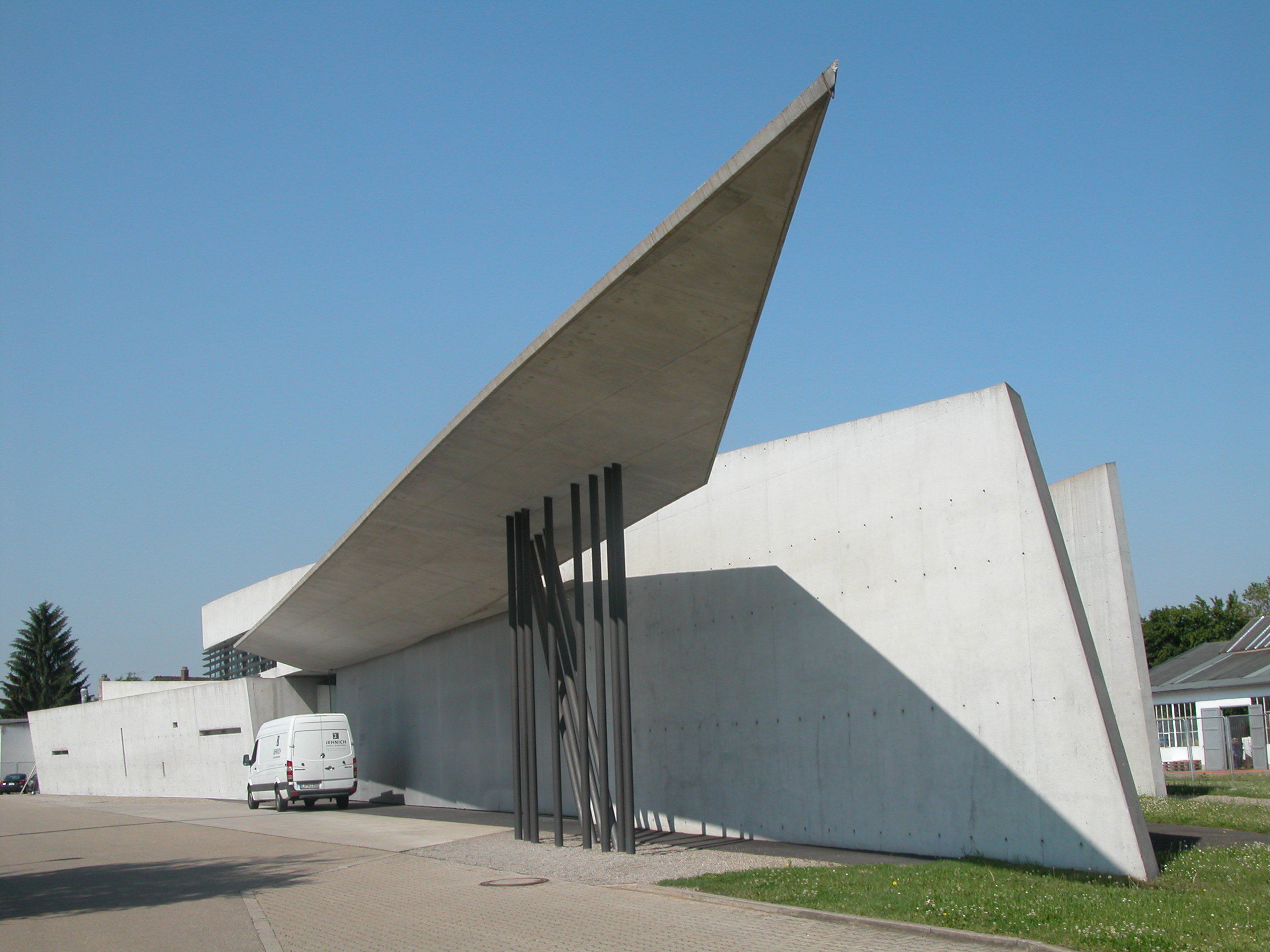
Clădirea pompierilor Vitra, Weil am Rhein, Germania (1991–93)
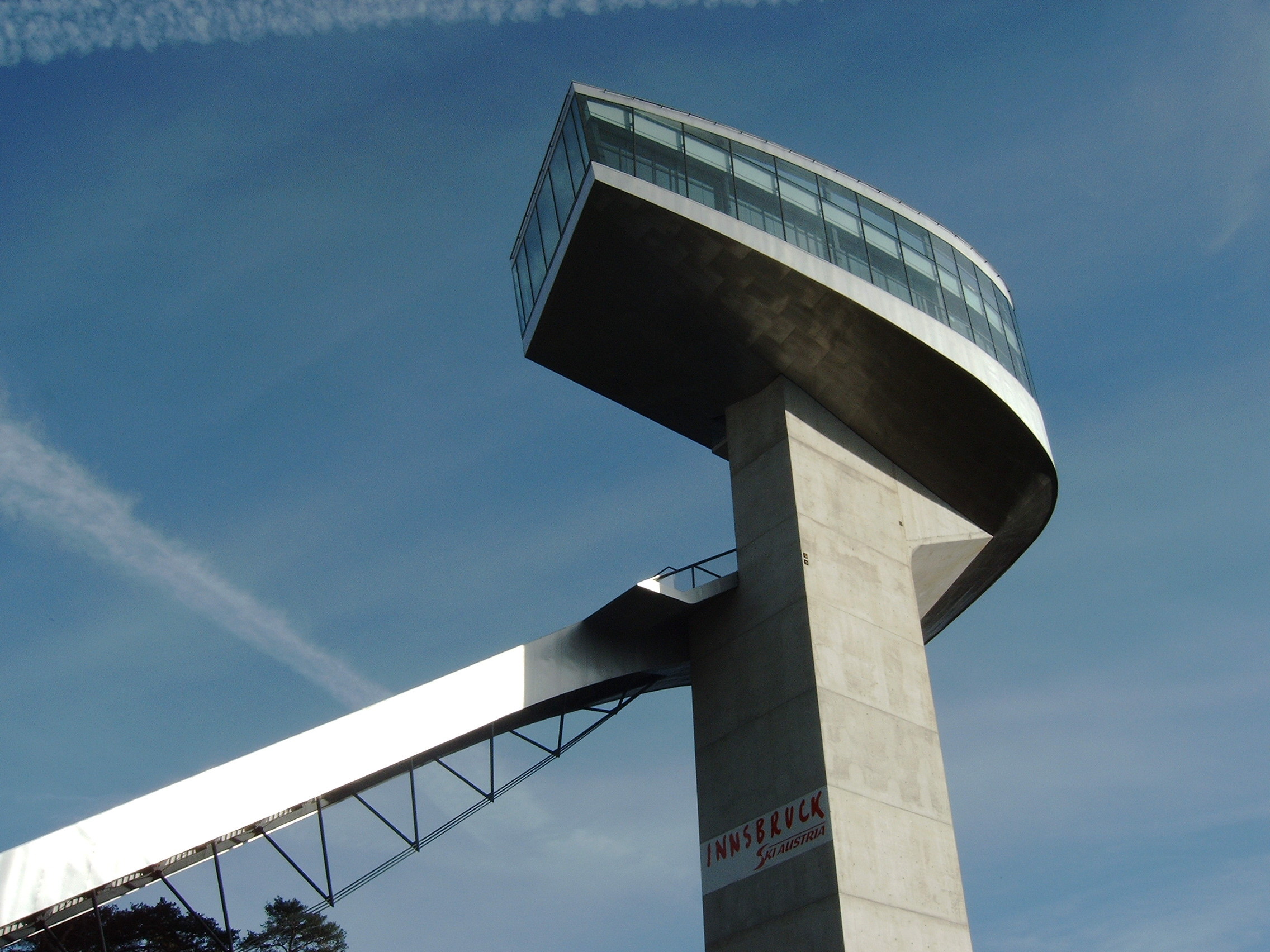
Pista de sărituri la schi din Bergisel, Innsbruck, Austria (1999–2002)
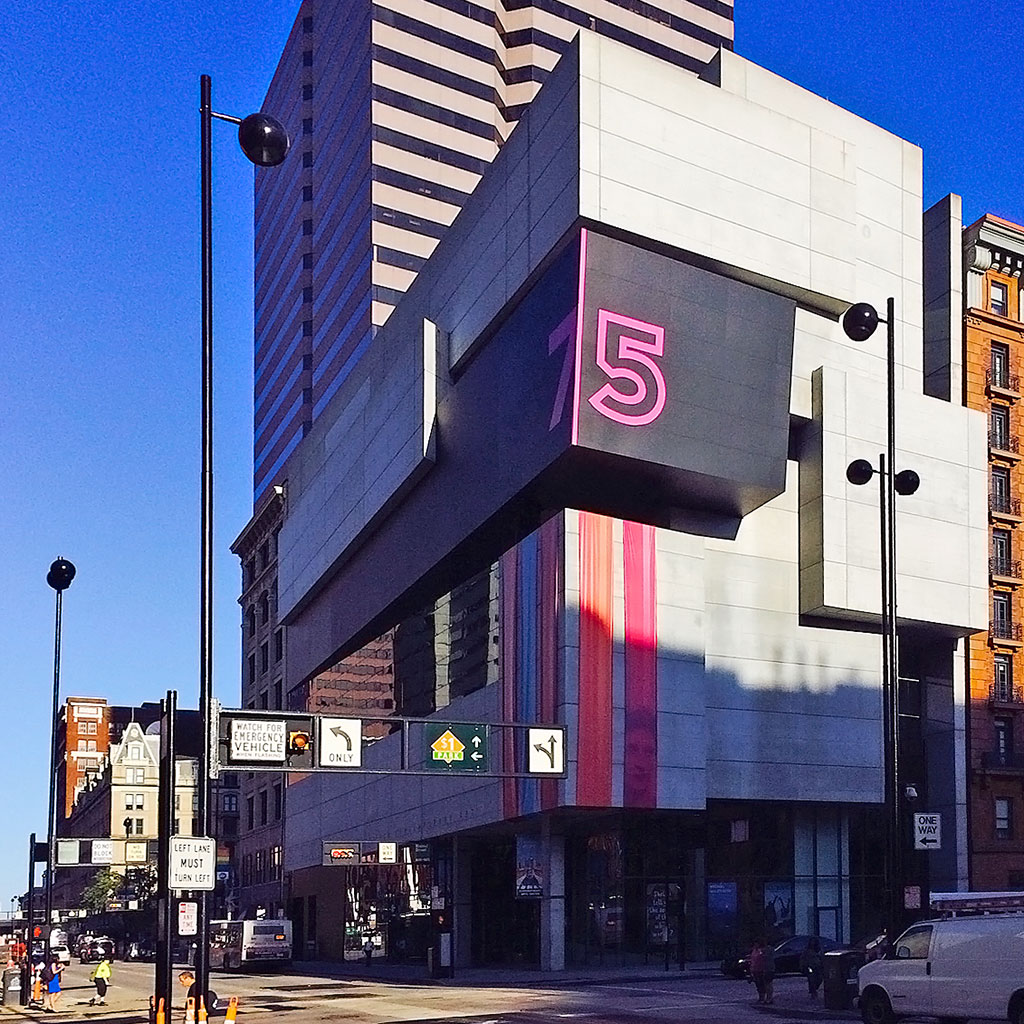
Centrul de artă contemporană, Cincinnati, Ohio (1997–2003)
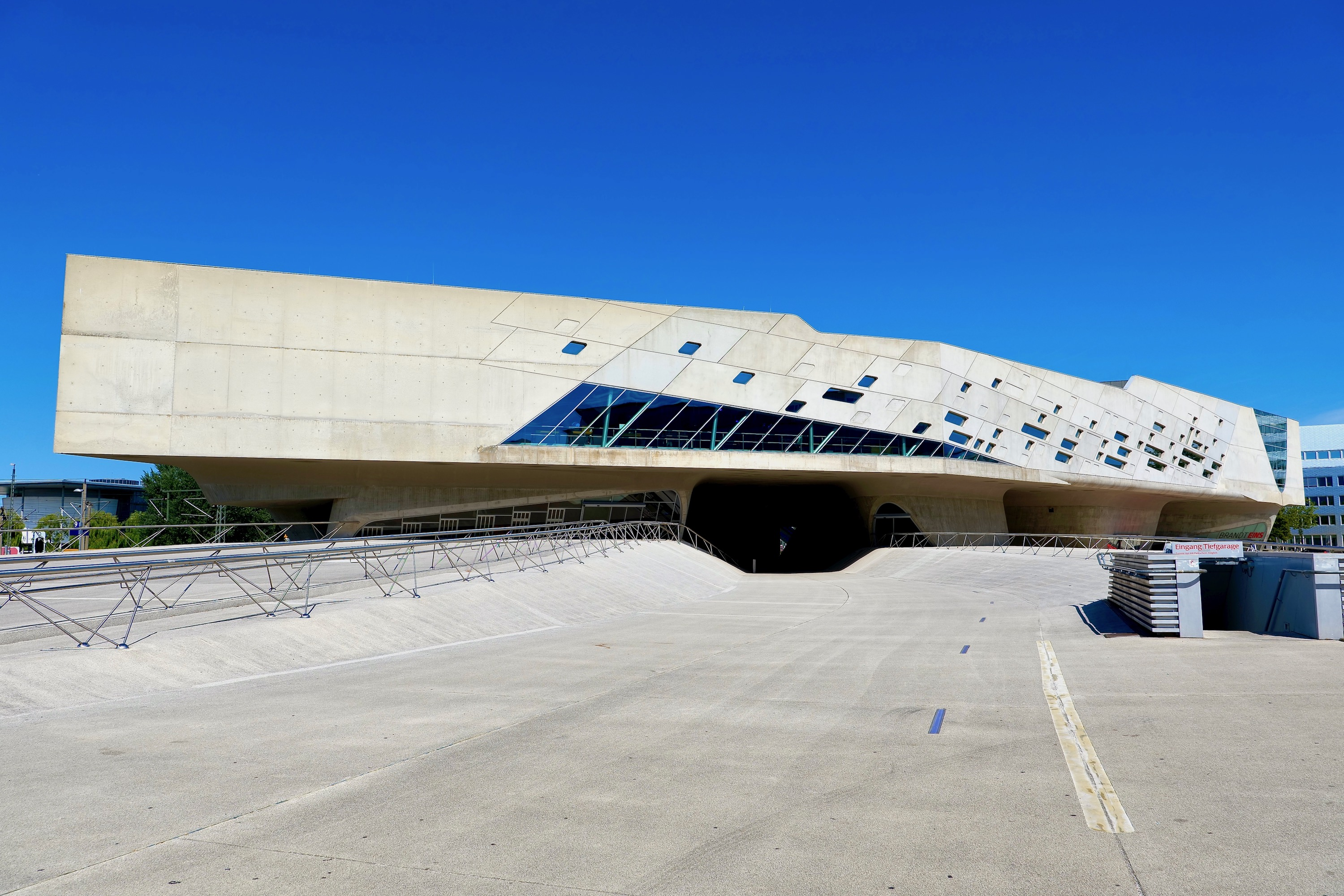
Centrul științific Phaeno, Wolfsburg, Germania (2005)
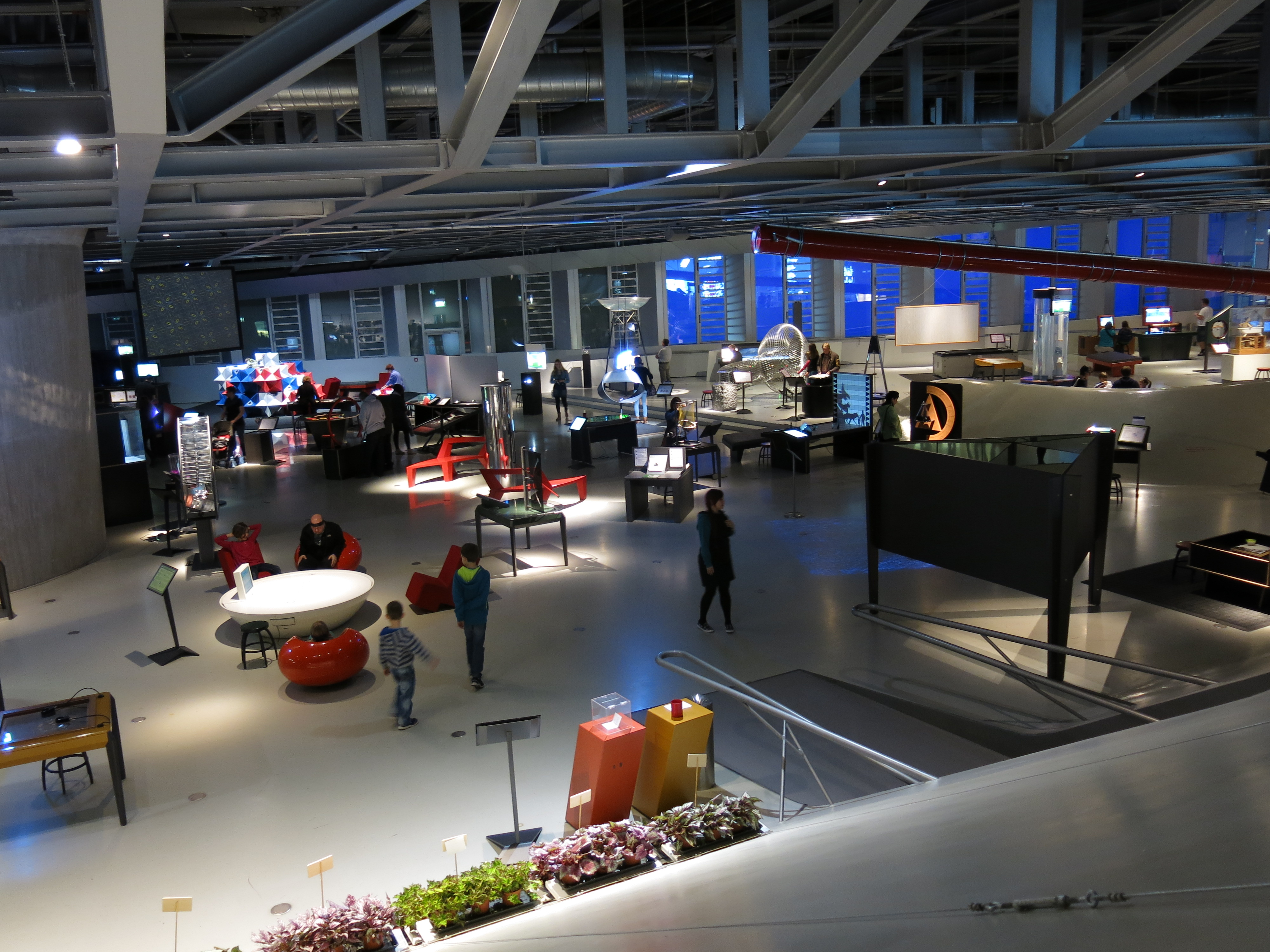
Centrul științific Phaeno interior
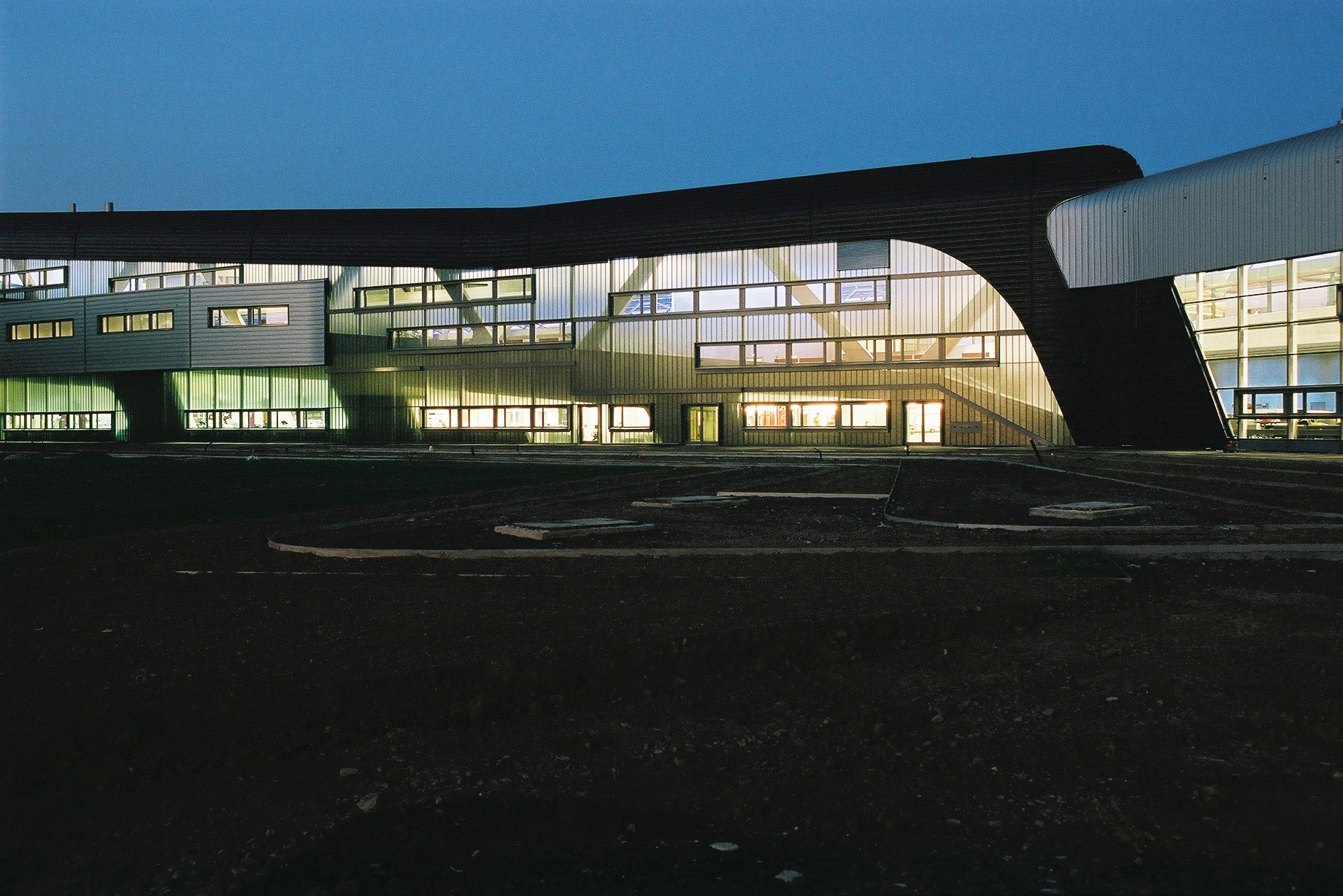
Clădire administrativă a BMW , Fabrica din Leipzig, Germania (2001–2005)
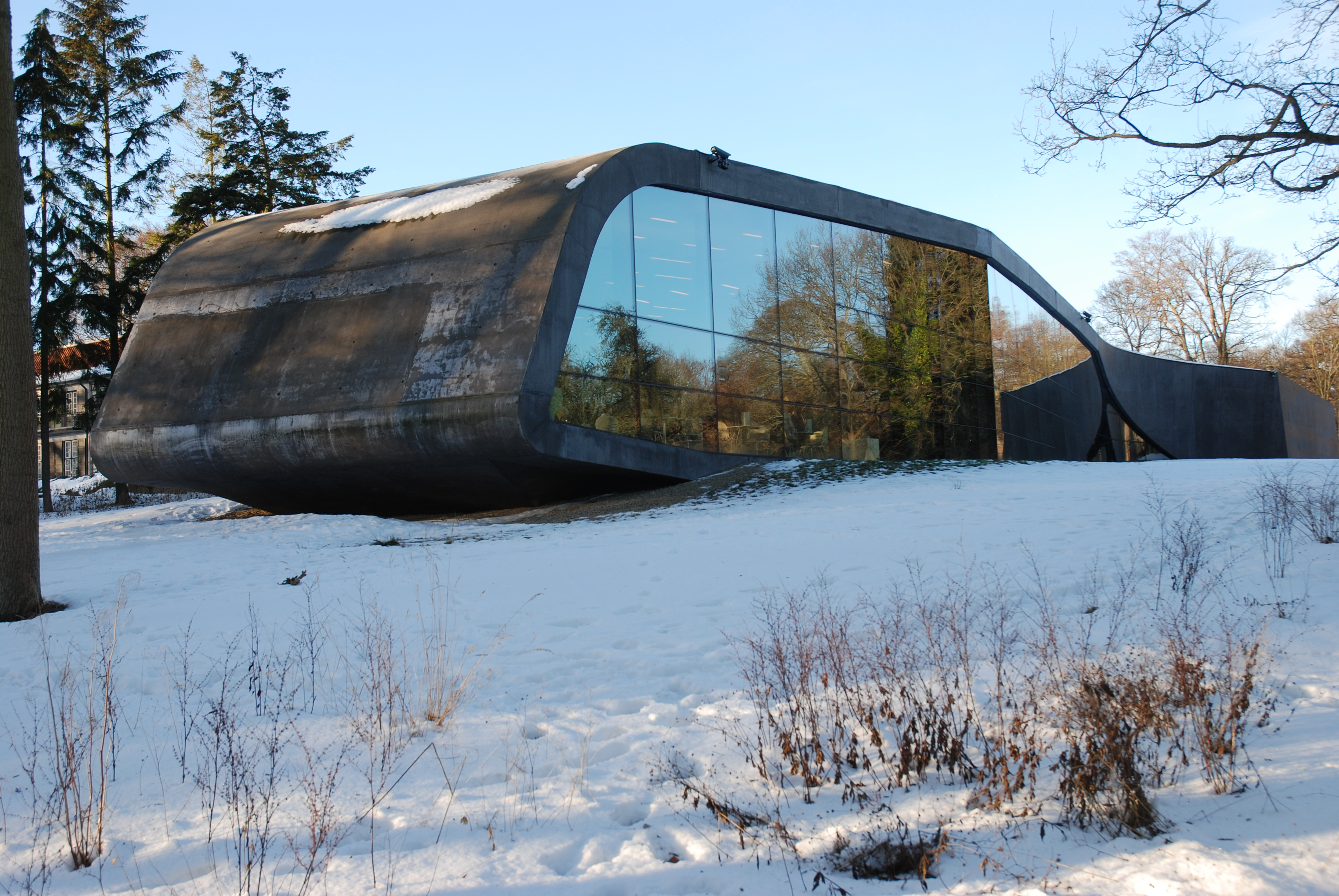
Extensie a muzeului Ordrupgaard, Copenhaga, Danemarca (2001–2005)
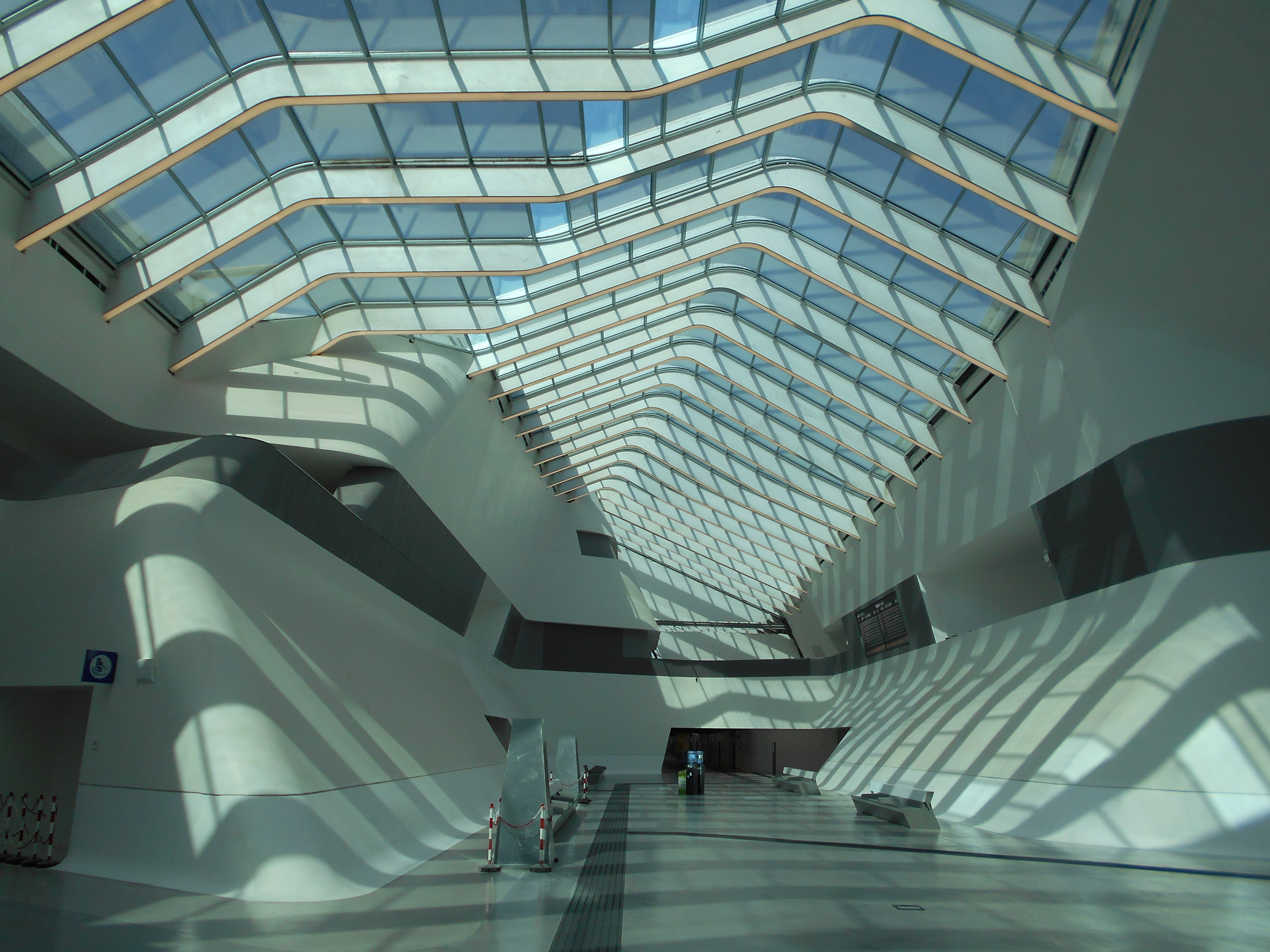
Stație de tren de mare viteză  Afragola, Napoli, Italia

## Legături externe
- Materiale media legate de Zaha Hadid la Wikimedia Commons